# Железничка станица Учина
Uchina Station (内名駅 Uchina-eki) је железничка станица у Јапану у граду Такемори, Тоџо-чо, Шобара, Префектура Хирошима на линији Геиби, оператера  JR запад.

## Линија
- JR запад
  - ■ Железничка линија Геиби

## Опис станице
Учина станица има три перона. Река Нарива, велика притока реке Такахаши, налази се у близини станице. Учина станица је једна од хикјо станица, или станица која се сматра осамљеном или мање познатом.

## Суседне станице
| «                       | «                       | Сервис                  | »                       | »                       |
| Железничка линија Геиби | Железничка линија Геиби | Железничка линија Геиби | Железничка линија Геиби | Железничка линија Геиби |
| ----------------------- | ----------------------- | ----------------------- | ----------------------- | ----------------------- |
| Бинго Јавата            | Бинго Јавата            | -                       | Онука                   | Онука                   |

## Историја
- 1955-07-20: Отворена је Учина станица између станица Тоџо и Онука
- 1987-04-01: Линија је приватизована од стране Јапанскс национална железница, па је Учина станица ппала под управу JR запад.